# Thandar Sit Naing
Thandar Sit Naing es una deportista birmana que compitió en judo. Ganó una medalla de bronce en los Juegos Asiáticos de 1990, en la categoría de –66 kg.

## Palmarés internacional
| Juegos Asiáticos | Juegos Asiáticos | Juegos Asiáticos  | Juegos Asiáticos |
| Año              | Lugar            | Medalla           | Categoría        |
| ---------------- | ---------------- | ----------------- | ---------------- |
| 1990             | Pekín (China)    | Medalla de bronce | –66 kg           |